# Юзефово (Плонський повіт)
Юзефово (пол. Józefowo) — село в Польщі, у гміні Йонець Плонського повіту Мазовецького воєводства.
Населення — 115 осіб (2011).
У 1975-1998 роках село належало до Цехановського воєводства.

## Демографія
Демографічна структура станом на 31 березня 2011 року:
|          | Загалом | Допрацездатний вік | Працездатний вік | Постпрацездатний вік |
| -------- | ------- | ------------------ | ---------------- | -------------------- |
| Чоловіки | 59      | 12                 | 42               | 5                    |
| Жінки    | 56      | 10                 | 35               | 11                   |
| Разом    | 115     | 22                 | 77               | 16                   |